# Jonathan Dasnieres de Veigy
Jonathan Dasnières de Veigy (nacido en Nimes, Francia; el 5 de enero de 1987) es un tenista profesional  francés. Dasnières de Veigy principalmente compite en competencias challenger tanto en individuales como en dobles. Su mejor ranking  en individuales fue cuando llegó a ser el número 146 del mundo, el 25 de febrero de 2013. Mientras que su mejor ranking  en dobles fue ser el número 337 del mundo, el 12 de agosto de 2013.

## ATP Challenger y TorneosFutures(8;6+2)

### Individuales (6)
| Leyenda                 |
| ATP Challenger Tour (0) |
| Futures (5)             |

| No. | Fecha                | Torneo                     | Superficie    | Oponente en la final | Resultado          |
| 1.  | 25 de mayo de 2007   | Krško, Eslovaquia          | Tierra batida | Rok Jarc             | 6–4, 6–3           |
| 2.  | 30 de julio del 2007 | Budapest, Hungría          | Tierra batida | Jiří Školoudík       | 6–2, 6–1           |
| 3.  | 13 de agosto de 2007 | Piestany, Eslovaquia       | Tierra batida | Filip Zeman          | 6–1, 6–2           |
| 4.  | 14 de julio de 2008  | Saint-Gervais, Francia     | Dura          | Julien Jeanpierre    | 7–6(7–5), 5–7, 6–3 |
| 5.  | 27 de abril de 2009  | Vero Beach, Estados Unidos | Tierra batida | Timothy Neilly       | 6–7(6–8), 6–3, 6–1 |
| 6.  | 6 de mayo de 2012    | Ostrava, República Checa   | Tierra batida | Jan Hájek            | 7-5,6-2            |